# Stortysken
Stortysken är en äppelsort vars ursprung är Värmland, Sverige. Äpplet mognar omkring septembers sista halva, och håller sig därefter endast under en kort period.